# Temporada 2025 del Campeonato Mundial de Rally Raid
La Temporada 2025 es la cuarta edición del Campeonato Mundial de Rally Raid. Comenzó el 3 de enero en el Rally Dakar y terminará el 17 de octubre en el Rally de Marruecos.

## Calendario
| N.º     | Fecha                  | Rally                           | Formato |
| ------- | ---------------------- | ------------------------------- | ------- |
| 1       | 3 al 17 de Enero       | Rally Dakar                     | Maratón |
| 2       | 21 al 27 de Febrero    | Abu Dhabi Desert Challenge      | Rally   |
| 3       | 18 al 24 de Mayo       | South African Safari Rally      | Rally   |
| 4       | 22 al 28 de Septiembre | Bp Ultimate Rally Raid Portugal | Rally   |
| 5       | 10 al 17 de Octubre    | Rallye du Maroc                 | Rally   |
| Fuente: |                        |                                 |         |

## Campeonato Mundial de Rally Raid de la FIA

### Participantes
| Equipos y pilotos de Ultimate   | Equipos y pilotos de Ultimate | Equipos y pilotos de Ultimate        | Equipos y pilotos de Ultimate | Equipos y pilotos de Ultimate | Equipos y pilotos de Ultimate |
| Constructor                     | Vehículo                      | Equipo                               | Piloto                        | Copiloto                      | Rondas                        |
| ------------------------------- | ----------------------------- | ------------------------------------ | ----------------------------- | ----------------------------- | ----------------------------- |
| Century                         | CR7                           | Century Racing Factory Team          | Mathieu Serradori             | Loïc Minaudier                | 1, 3                          |
| Dacia                           | Dacia Sandrider               | The Dacia Sandriders                 | Nasser Al-Attiyah             | Édouard Boulanger             | 1–3                           |
| Dacia                           | Dacia Sandrider               | The Dacia Sandriders                 | Cristina Gutiérrez            | Pablo Moreno                  | 1                             |
| Dacia                           | Dacia Sandrider               | The Dacia Sandriders                 | Sébastien Loeb                | Fabian Lurquin                | 1–3                           |
| Ford                            | Ford Raptor DKR               | Ford M-Sport                         | Mattias Ekström               | Emil Bergkvist                | 1–2                           |
| Ford                            | Ford Raptor DKR               | Ford M-Sport                         | Mitchell Guthrie              | Kellon Walch                  | 1–2                           |
| Ford                            | Ford Raptor DKR               | Ford M-Sport                         | Nani Roma                     | Alex Haro                     | 1, 3                          |
| Ford                            | Ford Raptor DKR               | Ford M-Sport                         | Carlos Sainz Sr.              | Lucas Cruz                    | 1, 3                          |
| Ford                            | Ford Raptor                   | Orlen Jipocar Team                   | Martin Prokop                 | Viktor Chytka                 | 1–3                           |
| MD                              | Optimus                       | JLC Racing                           | Jean-Luc Ceccaldi             | Delphine Delfino              | 1                             |
| Mini                            | JCW Rally 3.0d                | X-raid Mini JCW Team                 | João Ferreira                 | Filipe Palmeiro               | 1–3                           |
| Mini                            | JCW Rally 3.0d                | X-raid Mini JCW Team                 | Guillaume De Mévius           | Mathieu Baumel                | 1                             |
| Mini                            | JCW Rally 3.0d                | X-raid Mini JCW Team                 | Guillaume De Mévius           | Xavier Panseri                | 2–3                           |
| Mini                            | JCW Rally 3.0d                | X-raid Mini JCW Team                 | Denis Krotov                  | Konstantin Zhiltsov           | 1                             |
| Mini                            | JCW Rally 3.0d                | X-raid Mini JCW Team                 | Lionel Baud                   | Lucie Baud                    | 1                             |
| Red-Lined                       | Revo T1+                      | Daklapack Rallysport                 | Dave Klaassen                 | Tessa Klaassen                | 1, 3                          |
| Toyota                          | Hilux Overdrive               | Overdrive Racing                     | Yazeed Al-Rajhi               | Timo Gottschalk               | 1–2                           |
| Toyota                          | Hilux Overdrive               | Overdrive Racing                     | Juan Cruz Yacopini            | Daniel Oliveras               | 1–3                           |
| Toyota                          | Hilux Overdrive               | Overdrive Racing                     | Rokas Baciuška                | Oriol Mena                    | 1                             |
| Toyota                          | Hilux Overdrive               | Overdrive Racing                     | Eryk Goczał                   | Oriol Mena                    | 2                             |
| Toyota                          | Hilux Overdrive               | Overdrive Racing                     | Marek Goczał                  | Maciej Marton                 | 2                             |
| Toyota                          | Hilux Overdrive               | Overdrive Racing                     | Denis Krotov                  | Konstantin Zhiltsov           | 2–3                           |
| Toyota                          | GR DKR Hilux                  | Toyota Gazoo Racing                  | Seth Quintero                 | Dennis Zenz                   | 1–3                           |
| Toyota                          | GR DKR Hilux                  | Toyota Gazoo Racing                  | Lucas Moraes                  | Armand Monleon                | 1–3                           |
| Toyota                          | GR DKR Hilux                  | Toyota Gazoo Racing                  | Guy Botterill                 | Dennis Murphy                 | 3                             |
| Toyota                          | GR DKR Hilux                  | Toyota Gazoo Racing                  | Saood Variawa                 | François Cazalet              | 3                             |
| Toyota                          | GR DKR Hilux                  | Toyota Gazoo Racing                  | Henk Lategan                  | Brett Cummings                | 3                             |
| Toyota                          | Hilux                         | Imt Evo Toyota Gazoo Racing          | Henk Lategan                  | Brett Cummings                | 1                             |
| Toyota                          | Hilux                         | Imt Evo Toyota Gazoo Racing          | Saood Variawa                 | François Cazalet              | 1–2                           |
| Toyota                          | Hilux                         | Mintimes Yunxiang Rally Team         | Guoyu Zhang                   | Yicheng Wang                  | 1                             |
| Volkswagen                      | Wct Amarok                    | PS Laser Racing                      | Daniel Schröder               | Henry Carl Köhne              | 1–3                           |
| Equipos y pilotos de Challenger |                               |                                      |                               |                               |                               |
| Constructor                     | Vehículo                      | Equipo                               | Piloto                        | Copiloto                      | Rondas                        |
| GRallyTeam                      | OT3                           | G Rally Team                         | Puck Klaassen                 | Charan Moore                  | 1–3                           |
| GRallyTeam                      | OT3                           | G Rally Team                         | Rui Carneiro                  | Ola Fløene                    | 1                             |
| Taurus                          | T3 Max                        | Team BBR                             | Nicolás Cavigliasso           | Valentina Pertegarini         | 1–3                           |
| Taurus                          | T3 Max                        | Team BBR                             | Pau Navarro                   | Lisandro Sisterna             | 1                             |
| Taurus                          | T3 Max                        | Team BBR                             | Pau Navarro                   | Jan Rosa Vinas                | 2–3                           |
| Taurus                          | T3 Max                        | Team BBR                             | Yasir Seaidan                 | Michaël Metge                 | 1–2                           |
| Taurus                          | T3 Max                        | Team BBR                             | Dania Akeel                   | Stéphane Duple                | 1–3                           |
| Taurus                          | T3 Max                        | Team BBR                             | David Zille                   | Sebastian Cesana              | 3                             |
| Taurus                          | T3 Max                        | Red Bull Off-road Jr Team USA by BFG | Gonçalo Guerreiro             | Cadu Sachs                    | 1                             |
| Taurus                          | T3 Max                        | Red Bull Off-road Jr Team USA by BFG | Corbin Leaverton              | Taye Perry                    | 1                             |
| Taurus                          | T3 Max                        | Nasser Racing                        | Abdulaziz Al-Kuwari           | Nasser Al-Kuwari              | 1                             |
| Taurus                          | T3 Max                        | Nasser Racing                        | Khalifa Al-Attiyah            | Bruno Jacomy                  | 1–3                           |
| Taurus                          | T3 Max                        | Nasser Racing                        | Eduard Pons                   | Jaume Betriu                  | 1–2                           |
| Taurus                          | T3 Max                        | Akpol Recykling                      | Adam Kus                      | Dmytro Tsyro                  | 1–3                           |
| Taurus                          | T3 Max                        | Daklapack Rallysport                 | David Zille                   | Sebastian Cesana              | 1                             |
| Taurus                          | T3 Max                        | Aljafla Racing                       | Khalid Aljafla                | Andrei Rudnitski              | 1–2                           |
| X-raid                          | YXZ 100R                      | Franco Sport                         | Mário Franco                  | Rui Franco                    | 1                             |
| X-raid                          | YXZ 100R                      | Franco Sport                         | Mário Franco                  | João Miranda                  | 2                             |
| X-raid                          | YXZ 100R                      | Franco Sport                         | Pedro Gonçalves               | Hugo Magalhães                | 1–2                           |
| Equipos y pilotos de SSVs       |                               |                                      |                               |                               |                               |
| Constructor                     | Vehículo                      | Equipo                               | Piloto                        | Copiloto                      | Rondas                        |
| BRP Can-Am                      | Maverick R                    | Can-Am                               | Sara Price                    | Sean Berriman                 | 1                             |
| BRP Can-Am                      | Maverick R                    | South Racing Can-Am                  | Manuel Andújar                | Bernardo Graue                | 1                             |
| BRP Can-Am                      | Maverick R                    | South Racing Can-Am                  | Fernando Álvarez              | Xavier Panseri                | 1                             |
| BRP Can-Am                      | Maverick R                    | South Racing Can-Am                  | Diego Martínez                | Sergio Lafuente               | 1                             |
| BRP Can-Am                      | Maverick R                    | Liwa Team UAE                        | Mansour Al-Helei              | Khalid Alkendi                | 2                             |
| BRP Can-Am                      | Maverick R                    | Franco Sport                         | Mário Franco                  | João Miranda                  | 3                             |
| BRP Can-Am                      | Maverick XRS Turbo RR         | Old Friends Rally Team               | Alexandre Pinto               | Bernardo Oliveira             | 1–3                           |
| BRP Can-Am                      | Maverick XRS Turbo RR         | Old Friends Rally Team               | Carlos Vento                  | Jorge Brandão                 | 1                             |
| BRP Can-Am                      | Maverick XRS Turbo RR         | Team RaceArt                         | Roger Grouwels                | Rudolf Meijer                 | 1                             |
| BRP Can-Am                      | Maverick XRS Turbo RR         | MMP                                  | Claude Fournier               | Gregory Revest-Arnoux         | 1                             |
| BRP Can-Am                      | Maverick XRS Turbo RR         | MMP                                  | Claude Fournier               | Patrick Jimbert               | 2–3                           |
| BRP Can-Am                      | Maverick XRS Turbo RR         | MMP                                  | Enrico Gaspari                | Antoine Lecourbe              | 2                             |
| BRP Can-Am                      | Maverick XRS Turbo RR         | MMP                                  | Enrico Gaspari                | Fausto Mota                   | 3                             |
| Polaris                         | RZR PRO R Sport               | TH-Trucks Team                       | Enrico Gaspari                | Fausto Mota                   | 1                             |
| Polaris                         | RZR PRO R Sport               | CST Xtreme Plus Polaris Team         | Michele Cinotto               | Alberto Bertoldi              | 1                             |
| Polaris                         | RZR PRO R Sport               | CST Xtreme Plus Polaris Team         | Michele Cinotto               | Maurizio Dominella            | 2–3                           |
| Fuente:                         |                               |                                      |                               |                               |                               |

### Clasificación General

#### Pilotos y copilotos de Ultimate
| Pos. | Pilotos             | DAK    | ABU    | ZAF    | PRT | MOR | Puntos | Pos. | Copilotos           | DAK    | ABU    | ZAF    | PRT | MOR | Puntos |
| ---- | ------------------- | ------ | ------ | ------ | --- | --- | ------ | ---- | ------------------- | ------ | ------ | ------ | --- | --- | ------ |
| 1    | Nasser Al-Attiyah   | 426+22 | 130+18 | 108+10 |     |     | 114    | 1    | Edouard Boulanger   | 426+22 | 130+18 | 108+10 |     |     | 114    |
| 2    | Henk Lategan        | 240+15 | WD     | 130+9  |     |     | 94     | 2    | Brett Cummings      | 240+15 | WD     | 130+9  |     |     | 94     |
| 3    | Lucas Moraes        | 156+12 | 225+20 | 320+6  |     |     | 89     | 3    | Armand Monleon      | 156+12 | 225+20 | 320+6  |     |     | 89     |
| 4    | Seth Quintero       | 913+15 | 320+12 | 615+4  |     |     | 79     | 4    | Dennis Zenz         | 913+15 | 320+12 | 615+4  |     |     | 79     |
| 5    | Yazeed Al-Rajhi     | 150+20 | 282+1  | -      |     |     | 73     | 5    | Timo Gottschalk     | 150+20 | 282+1  | -      |     |     | 73     |
| 6    | Juan Cruz Yacopini  | 717+6  | 417+2  | 144    |     |     | 46     | 6    | Daniel Oliveras     | 717+6  | 417+2  | 144    |     |     | 46     |
| 7    | Mattias Ekström     | 330+14 | Ret1   | -      |     |     | 45     | 7    | Emil Bergkvist      | 330+14 | Ret1   | -      |     |     | 45     |
| 8    | Mitchell Guthrie    | 523+5  | 515+1  | -      |     |     | 44     | 8    | Kellon Walch        | 523+5  | 515+1  | -      |     |     | 44     |
| 9    | Sébastien Loeb      | DSQ    | Ret1+9 | 225+5  |     |     | 40     | 9    | Fabian Lurquin      | DSQ    | Ret1+9 | 225+5  |     |     | 40     |
| 10   | João Ferreira       | 815+7  | 713+4  | Ret1   |     |     | 40     | 10   | Filipe Palmeiro     | 815+7  | 713+4  | Ret1   |     |     | 40     |
| 11   | Mathieu Serradori   | 620+5  | -      | 282+5  |     |     | 32     | 11   | Loic Minaudier      | 620+5  | -      | 282+5  |     |     | 32     |
| 12   | Saood Variawa       | 294+9  | 312+2  | 126+9  |     |     | 32     | 12   | Francois Cazalet    | 294+9  | 312+2  | 126+9  |     |     | 32     |
| 13   | Guillaume De Mévius | 234+12 | 292    | 99+4   |     |     | 31     | 13   | Lucas Cruz          | Ret2   | -      | 517+9  |     |     | 28     |
| 14   | Carlos Sainz        | Ret2   | -      | 517+9  |     |     | 28     | 14   | Alex Haro           | 1064+8 | -      | 713+2  |     |     | 27     |
| 15   | Nani Roma           | 1064+8 | -      | 713+2  |     |     | 27     | 15   | Viktor Chytka       | 1111+4 | 203    | 117    |     |     | 25     |
| 16   | Martin Prokop       | 1111+4 | 203    | 117    |     |     | 25     | 16   | Oriol Mena          | 129+7  | 272+6  | -      |     |     | 24     |
| 17   | Daniel Schröder     | 1244+1 | Ret1   | 811+3  |     |     | 20     | 17   | Henri Carl Köhne    | 1244+1 | Ret1   | 811+3  |     |     | 20     |
| 18   | Rokas Baciuška      | 129+7  | WD     | WD     |     |     | 16     | 18   | Mathieu Baumel      | 234+12 | -      | -      |     |     | 16     |
| 19   | Guy Botterill       | -      | -      | 135+9  |     |     | 14     | 19   | Dennis Murphy       | -      | -      | 135+9  |     |     | 14     |
| 20   | Denis Krotov        | 1214+2 | 332    | 272    |     |     | 10     | 20   | Konstantin Zhiltsov | 1214+2 | 332    | 272    |     |     | 10     |
| 21   | Eryk Goczał         | -      | 272+6  | -      |     |     | 8      | 21   | Tessa Klaassen      | 1194   | -      | 322    |     |     | 6      |
| 22   | Cristina Gutiérrez  | 914+2  | -      | -      |     |     | 6      | 22   | Pablo Moreno        | 914+2  | -      | -      |     |     | 6      |
| 23   | Dave Klaassen       | 1194   | -      | 322    |     |     | 6      | 23   | Cadu Sachs          | 165    | -      | -      |     |     | 5      |
| 24   | Gonçalo Guerreiro   | 165    | -      | -      |     |     | 5      | 24   | Lucie Baud          | 224    | -      | -      |     |     | 4      |
| 25   | Lionel Baud         | 224    | -      | -      |     |     | 4      | 25   | Yicheng Wang        | 334    | -      | -      |     |     | 4      |

#### Pilotos y copilotos de Challenger
| Pos. | Pilotos             | DAK     | ABU    | ZAF    | PRT | MOR | Puntos | Pos. | Copilotos             | DAK     | ABU    | ZAF    | PRT | MOR | Puntos |
| ---- | ------------------- | ------- | ------ | ------ | --- | --- | ------ | ---- | --------------------- | ------- | ------ | ------ | --- | --- | ------ |
| 1    | Nicolás Cavigliasso | 150+32  | 911+11 | 225+18 |     |     | 147    | 1    | Valentina Pertegarini | 150+32  | 911+11 | 225+18 |     |     | 147    |
| 2    | Pau Navarro         | 330+20  | 225+18 | 613+10 |     |     | 116    | 2    | Stéphane Duple        | 279+17  | 130+17 | 515+10 |     |     | 98     |
| 3    | Dania Akeel         | 279+17  | 130+17 | 515+10 |     |     | 98     | 3    | Michaël Metge         | 2311+26 | 420+19 | -      |     |     | 76     |
| 4    | Yasir Seaidan       | 2311+26 | 420+19 | -      |     |     | 76     | 4    | Dmytro Tsyro          | 523+2   | 517+2  | 320+8  |     |     | 72     |
| 5    | Adam Kus            | 523+2   | 517+2  | 320+8  |     |     | 72     | 5    | Jan Rosa I Viñas      | -       | 225+18 | 613+10 |     |     | 66     |
| 6    | Gonçalo Guerreiro   | 240+21  | -      | -      |     |     | 61     | 6    | Cadu Sachs            | 240+21  | -      | -      |     |     | 61     |
| 7    | David Zille         | Ret.2   | -      | 130+19 |     |     | 51     | 7    | Sebastian Cesana      | Ret2    | -      | 130+19 |     |     | 51     |
| 8    | Khalifa Al-Attiya   | 1220+4  | Ret1   | 417+9  |     |     | 51     | 8    | Bruno Jacomy          | 1220+4  | Ret1   | 417+9  |     |     | 51     |
| 9    | Puck Klaassen       | 1915    | 119+4  | 711+1  |     |     | 40     | 9    | Lisandro Sisterna     | 330+20  | -      | -      |     |     | 50     |
| 10   | Corbin Leaverton    | 2013+26 | -      | -      |     |     | 39     | 10   | Charan Moore          | 1915    | 119+4  | 711+1  |     |     | 40     |
| 11   | Abdulaziz Al-Kuwari | 426+11  | -      | -      |     |     | 37     | 11   | Taye Perry            | 2013+26 | -      | -      |     |     | 39     |
| 12   | Khalid Aljafla      | Ret2    | 713+3  | -      |     |     | 18     | 12   | Nasser Al-Kuwari      | 426+11  | -      | -      |     |     | 37     |
| 13   | Mário Franco        | 1517    | Ret1   | -      |     |     | 18     | 13   | Andrei Rudnitski      | Ret2    | 713+3  | -      |     |     | 18     |
| 14   | Eduard Pons         | Ret2    | 615    | -      |     |     | 17     | 14   | Jaume Betriu          | Ret2    | 615    | -      |     |     | 17     |
| 15   | Pedro Gonçalves     | Ret2    | Ret1   | -      |     |     | 3      | 15   | Rui Franco            | 1517    | -      | -      |     |     | 17     |
| 16   | Rui Carneiro        | Ret2    | -      | -      |     |     | 2      | 16   | Hugo Magalhães        | Ret2    | Ret1   | -      |     |     | 3      |

#### Pilotos y copilotos de SSV
| Pos. | Pilotos          | DAK        | ABU        | ZAF        | PRT        | MOR        | Puntos     | Pos. | Copilotos          | DAK     | ABU    | ZAF     | PRT | MOR | Puntos |
| ---- | ---------------- | ---------- | ---------- | ---------- | ---------- | ---------- | ---------- | ---- | ------------------ | ------- | ------ | ------- | --- | --- | ------ |
| 1    | Alexandre Pinto  | 350+45     | 620+16     | 620+17     |            |            | 168        | 1    | Bernardo Oliveira  | 350+45  | 620+16 | 620+17  |     |     | 168    |
| 2    | Enrico Gaspari   | 540+30     | 230+20     | 1015+14    |            |            | 149        | 2    | Fausto Mota        | 540+30  | -      | 1015+14 |     |     | 99     |
| 3    | Michele Cinotto  | 2323+4     | 525+14     | 325+14     |            |            | 105        | 3    | Maurizio Dominella | -       | 525+14 | 325+14  |     |     | 78     |
| 4    | Claude Fournier  | 1426+2     | 717+10     | 817+9      |            |            | 81         | 4    | Sean Berriman      | 2720+35 | -      | -       |     |     | 55     |
| 5    | Sara Price       | 2720+35    | -          | -          |            |            | 55         | 5    | Patrick Jimbert    | -       | 717+10 | 817+9   |     |     | 53     |
| 6    | Mario Franco     | Ret.       | -          | 130+20     |            |            | 50         | 6    | Antoine Lecourbe   | -       | 230+20 | -       |     |     | 50     |
| 7    | Roger Grouwels   | 830+15     | -          | -          |            |            | 45         | 7    | João Miranda       | Ret.    | -      | 130+20  |     |     | 50     |
| 8    | Manuel Andújar   | 2817+25    | -          | -          |            |            | 42         | 8    | Rudolf Meijer      | 830+15  | -      | -       |     |     | 45     |
| 9    | Mansour Al-Helei | -          | 915+14     | -          |            |            | 29         | 9    | Bernardo Graue     | 2817+25 | -      | -       |     |     | 42     |
| 10   | Fernando Álvarez | Ret2+10    | -          | -          |            |            | 12         | 10   | Khalid Alkendi     | -       | 915+14 | -       |     |     | 29     |
| 11   | Carlos Vento     | Ret2       | -          | -          |            |            | 2          | 11   | Alberto Bertoldi   | 2323+4  | -      | -       |     |     | 27     |
| 12   | Sin piloto       | Sin piloto | Sin piloto | Sin piloto | Sin piloto | Sin piloto | Sin piloto | 12   | Xavier Panseri     | Ret2+10 | -      | -       |     |     | 12     |
| 13   | Sin piloto       | Sin piloto | Sin piloto | Sin piloto | Sin piloto | Sin piloto | Sin piloto | 13   | Sergio Lafuente    | Ret2    | -      | -       |     |     | 2      |

#### Campeonato de Constructores
| Pos. | Pilotos              | DAK    | ABU  | ZAF  | PRT | MOR | Puntos |
| ---- | -------------------- | ------ | ---- | ---- | --- | --- | ------ |
| 1    | Toyota Gazoo Racing  | 7371+3 | 4536 | 5033 |     |     | 311    |
| 2    | The Dacia Sandriders | 5046+2 | 30   | 3823 |     |     | 219    |
| 3    | Ford M-Sport         | 6648+1 | 177  | 3219 |     |     | 190    |

## Campeonato Mundial de Rally Raid de la FIM

### Participantes
| Equipos y pilotos de RallyGP | Equipos y pilotos de RallyGP | Equipos y pilotos de RallyGP                | Equipos y pilotos de RallyGP | Equipos y pilotos de RallyGP | Equipos y pilotos de RallyGP |
| Constructor                  | Vehículo                     | Equipo                                      | Piloto                       | Rondas                       |                              |
| ---------------------------- | ---------------------------- | ------------------------------------------- | ---------------------------- | ---------------------------- | ---------------------------- |
| Hero                         | 450 Rally                    | Hero MotoSports Team Rally                  | Ross Branch                  | 1–3                          |                              |
| Hero                         | 450 Rally                    | Hero MotoSports Team Rally                  | José Ignacio Cornejo         | 1–3                          |                              |
| Hero                         | 450 Rally                    | Hero MotoSports Team Rally                  | Sebastien Bühler             | 1                            |                              |
| Honda                        | CRF 450 Rally                | Monster Energy Honda HRC                    | Tosha Schareina              | 1–3                          |                              |
| Honda                        | CRF 450 Rally                | Monster Energy Honda HRC                    | Adrien Van Beveren           | 1–3                          |                              |
| Honda                        | CRF 450 Rally                | Monster Energy Honda HRC                    | Ricky Brabec                 | 1–3                          |                              |
| Honda                        | CRF 450 Rally                | Monster Energy Honda HRC                    | Skyler Howes                 | 1–3                          |                              |
| Honda                        | CRF 450 Rally                | Monster Energy Honda HRC                    | Pablo Quintanilla            | 1                            |                              |
| KTM                          | 450 Rally Factory            | Red Bull KTM Factory Racing                 | Daniel Sanders               | 1–3                          |                              |
| KTM                          | 450 Rally Factory            | Red Bull KTM Factory Racing                 | Luciano Benavides            | 1–3                          |                              |
| KTM                          | 450 Rally Factory            | Red Bull KTM Factory Racing                 | Kevin Benavides              | 1                            |                              |
| KTM                          | 450 Rally Replica            | BAS World KTM Racing Team                   | Bradley Cox                  | 1                            |                              |
| Sherco                       | SHR 450                      | Sherco TVS Rally Factory                    | Bradley Cox                  | 3                            |                              |
| Equipos y pilotos de Rally2  |                              |                                             |                              |                              |                              |
| Constructor                  | Vehículo                     | Equipo                                      | Piloto                       | Rondas                       |                              |
| Fantic                       | XEF 450 Rally Factory        | Fantic Racing Rally Team                    | Jeremy Miroir                | 1                            |                              |
| Fantic                       | XEF 450 Rally Factory        | Fantic Racing Rally Team                    | Tommaso Montanari            | 1                            |                              |
| Fantic                       | XEF 450 Rally Factory        | Fantic Racing Rally Team                    | Tomas De Gavardo             | 1                            |                              |
| Fantic                       | XEF 450 Rally Factory        | Fantic Racing Rally Team                    | Sandra Gómez                 | 1                            |                              |
| Fantic                       | XEF 450 Rally Factory        | Fantic Racing                               | Maxime Pouponnot             | 1                            |                              |
| Gas Gas                      | 450 Rally Factory Replica    | Xraids Experience                           | Juan Santiago Rostan         | 1                            |                              |
| Gas Gas                      | 450 Rally Factory Replica    | Team RS Concept                             | Fabien Domas                 | 1                            |                              |
| Gas Gas                      | 450 Rally Factory Replica    | MX Academy                                  | Rafic Eid                    | 1                            |                              |
| Gas Gas                      | 450 Rally Factory Replica    | Môleagriforest/Maglandraceway               | Michael Jacobi               | 1                            |                              |
| Gas Gas                      | 450 Rally Factory Replica    | Team Casteu Trophy                          | Arnaud Domet                 | 1                            |                              |
| Gas Gas                      | 450 Rally Factory Replica    | Team Casteu Trophy                          | Bertrand Domet               | 1                            |                              |
| Gas Gas                      | 450 Rally Factory Replica    | SRG Motorsports                             | Rajendra Revallar            | 2                            |                              |
| Gas Gas                      | 450 Rally Factory Replica    |                                             | Xavier Gregoire              | 3                            |                              |
| Gas Gas                      | RX 450                       | Challenger Racing Team                      | Charlie Herbst               | 1                            |                              |
| Gas Gas                      | RX 450                       | BOAC Racing                                 | Martin Chalmers              | 2                            |                              |
| Gas Gas                      | RX 450                       | Desert Spirit                               | Jason Joslin                 | 2                            |                              |
| Hero                         | 450 Rally                    | Hero MotoSports Team Rally                  | Tobias Ebster                | 3                            |                              |
| Honda                        | CRF 450 Rally                | Honda HRC                                   | Romain Dumontier             | 1                            |                              |
| Honda                        | CRF 450 Rally                | RS Moto Honda Rally Team                    | Jacob Argubright             | 1                            |                              |
| Honda                        | CRF 450 Rally                | RS Moto Honda Rally Team                    | Paolo Lucci                  | 1                            |                              |
| Honda                        | CRF 450 Rally                | RS Moto Honda Rally Team                    | Yann Di Mauro                | 1                            |                              |
| Honda                        | CRF 450 Rally                | RS Moto Honda Rally Team                    | Lorenzo Maestrami            | 1                            |                              |
| Honda                        | CRF 450 Rally                | Rally POV                                   | Tiziano Interno              | 1                            |                              |
| Hoto                         | Rally                        | Hoto Factory Racing                         | Xavier Flick                 | 1                            |                              |
| Hoto                         | Rally                        | Hoto Factory Racing                         | Arūnas Gelažninkas           | 1                            |                              |
| Hoto                         | Rally                        | Hoto Factory Racing                         | Fang Xiangliang              | 1                            |                              |
| Husqvarna                    | 450 Rally Replica            | HT Rally Raid                               | Nerimantas Jucius            | 1                            |                              |
| Husqvarna                    | 450 Rally Replica            | HT Rally Raid                               | Axel Mustad                  | 1                            |                              |
| Husqvarna                    | 450 Rally Replica            | HT Rally Raid                               | Willem Avenant               | 1                            |                              |
| Husqvarna                    | 450 Rally Replica            | HT Rally Raid                               | Fabian Von Thuengen          | 1                            |                              |
| Husqvarna                    | 450 Rally Replica            | HT Rally Raid                               | Markus Hertlein              | 2                            |                              |
| Husqvarna                    | 450 Rally Replica            | HT Rally Raid                               | Kees Koolen                  | 2                            |                              |
| Husqvarna                    | 450 Rally Replica            | HT Rally Raid                               | Khaliunbold Erdenebileg      | 2                            |                              |
| Husqvarna                    | 450 Rally Replica            | HT Rally Raid                               | Blas Zapag                   | 2                            |                              |
| Husqvarna                    | 450 Rally Replica            | HT Rally Raid                               | Ian Olthof                   | 3                            |                              |
| Husqvarna                    | 450 Rally Replica            | HT Rally Raid                               | Massimo Camurri              | 3                            |                              |
| Husqvarna                    | 450 Rally Replica            | HT Rally Raid                               | Gustavo Milutin              | 3                            |                              |
| Husqvarna                    | 450 Rally Replica            | SRG Motorsports                             | Michael Docherty             | 2                            |                              |
| Husqvarna                    | 450 Rally Replica            | SRG Motorsports                             | Massimiliano Guerrini        | 2                            |                              |
| Husqvarna                    | 450 Rally Replica            | Anquety Motorsport                          | Jérôme Martiny               | 1                            |                              |
| Husqvarna                    | 450 Rally Replica            | Fesh Fesh Team                              | Adam Peschel                 | 1                            |                              |
| Husqvarna                    | 450 Rally Replica            | Bs – Frutas Patricia Pilar                  | Bruno Santos                 | 1                            |                              |
| Husqvarna                    | 450 Rally Replica            | Moto Racing Group                           | Bartlomiej Tabin             | 1                            |                              |
| Husqvarna                    | 450 Rally Replica            | DNA Air Filters Racing Team - Enduro Greece | Vasileios Boudros            | 1                            |                              |
| Husqvarna                    | 450 Rally Replica            | Nomade Racing                               | Max Bianucci                 | 1                            |                              |
| Husqvarna                    | 450 Rally Replica            | Nomade Racing                               | Mathieu Feuvrier             | 1                            |                              |
| Husqvarna                    | 450 Rally Replica            | Team Rebel X                                | Manuel Lucchese              | 1                            |                              |
| Husqvarna                    | 450 Rally Replica            | Team Casteu Trophy                          | David Casteu                 | 1                            |                              |
| Husqvarna                    | 450 Rally Replica            | Team Marcic                                 | Simon Marcic                 | 1                            |                              |
| Husqvarna                    | 450 Rally Replica            | Melilla Ciudad Del Deporte                  | Rachid Al-Lal                | 1                            |                              |
| Husqvarna                    | 450 Rally Replica            | Motorbike Off Road Adventures Lyberty       | Stéphane Darques             | 1                            |                              |
| Husqvarna                    | 450 Rally Replica            | Old Friends Rally Team                      | Martim Ventura               | 2                            |                              |
| Husqvarna                    | 450 Rally Replica            | Old Friends Rally Team                      | Ricardo Lastra               | 2                            |                              |
| Husqvarna                    | 450 Rally Replica            | Old Friends Rally Team                      | Pedro Pinheiro               | 2–3                          |                              |
| Husqvarna                    | 450 Rally Replica            | Motozone Racing                             | Alex McInnes                 | 2                            |                              |
| Husqvarna                    | 450 Rally Replica            | LB Racing                                   | Ludvig Messager              | 2                            |                              |
| Husqvarna                    | 450 Rally Replica            | Searles2Dakar                               | Craig Searles                | 2                            |                              |
| Husqvarna                    | 450 Rally Replica            | Searles2Dakar                               | Carl Searles                 | 2                            |                              |
| Husqvarna                    | 450 Rally Replica            | Ateliers Utopia                             | Alessandro Mendoza           | 2                            |                              |
| Husqvarna                    | 450 Rally Replica            | Poland National Team                        | Marcin Talaga                | 2                            |                              |
| Husqvarna                    | 450 Rally Replica            | Nomadas Adventure                           | Roberto Mariscal             | 2                            |                              |
| Kove                         | 450 Rally                    | Kove                                        | Neels Theric                 | 1                            |                              |
| Kove                         | 450 Rally                    | Supersunr Kove Team                         | Sunier Sunier                | 1                            |                              |
| Kove                         | 450 Rally                    | Supersunr Kove Team                         | Deng Liansong                | 1                            |                              |
| Kove                         | 450 Rally                    | Kove Canada                                 | Jordan Strachan              | 1                            |                              |
| Kove                         | 450 Rally                    | WTF Racing                                  | James Hillier                | 1                            |                              |
| Kove                         | 450 Rally                    | Desert Storm Racing                         | Badr Alhamdan                | 1–2                          |                              |
| Kove                         | 450 Rally                    | Desert Storm Racing                         | Jatin Jain                   | 3                            |                              |
| Kove                         | 450 Rally                    | SRG Motorsports                             | Abdulla Lanjawi              | 2                            |                              |
| Kove                         | 450 Rally                    |                                             | Alex Torrao                  | 3                            |                              |
| Kove                         | 450 Rally                    |                                             | Martin Camp                  | 3                            |                              |
| Kove                         | 450 Rally                    |                                             | Yugandhar Prasad Jasti       | 3                            |                              |
| Kove                         | 450 Rally Ex                 | Pont Grup - Kove                            | Javier Vega Puerta           | 1                            |                              |
| Kove                         | 450 Rally Ex                 | Team Kove Italia Lucky Explorer             | Ottavio Missoni              | 1                            |                              |
| Kove                         | 450 Rally Ex                 | Team Kove Italia Lucky Explorer             | Cesare Zacchetti             | 1                            |                              |
| KTM                          | 450 Rally Replica            | Red Bull KTM Factory Racing                 | Edgar Canet                  | 1–3                          |                              |
| KTM                          | 450 Rally Replica            | BAS World KTM Racing Team                   | Toni Mulec                   | 1                            |                              |
| KTM                          | 450 Rally Replica            | BAS World KTM Racing Team                   | Michael Docherty             | 1, 3                         |                              |
| KTM                          | 450 Rally Replica            | BAS World KTM Racing Team                   | Toby Hederics                | 1                            |                              |
| KTM                          | 450 Rally Replica            | BAS World KTM Racing Team                   | Francisco Arredondo          | 1                            |                              |
| KTM                          | 450 Rally Replica            | BAS World KTM Racing Team                   | Jiri Broz                    | 1                            |                              |
| KTM                          | 450 Rally Replica            | BAS World KTM Racing Team                   | Mathieu Doveze               | 1                            |                              |
| KTM                          | 450 Rally Replica            | BAS World KTM Racing Team                   | Konrad Dabrowski             | 3                            |                              |
| KTM                          | 450 Rally Replica            | BAS World KTM Racing Team                   | Filip Grot                   | 3                            |                              |
| KTM                          | 450 Rally Replica            | BAS World KTM Racing Team                   | Nathan Rafferty              | 3                            |                              |
| KTM                          | 450 Rally Replica            | BAS World KTM Racing Team                   | Tobias Ebster                | 1                            |                              |
| KTM                          | 450 Rally Replica            | SRG Motorsports                             | Tobias Ebster                | 2                            |                              |
| KTM                          | 450 Rally Replica            | SRG Motorsports                             | Mattia Riva                  | 2                            |                              |
| KTM                          | 450 Rally Replica            | DUUST Rally Team                            | Konrad Dabrowski             | 1–2                          |                              |
| KTM                          | 450 Rally Replica            | DUUST Rally Team                            | Robert Przybylowski          | 2                            |                              |
| KTM                          | 450 Rally Replica            | DUUST Rally Team                            | Justin Gerlach               | 1                            |                              |
| KTM                          | 450 Rally Replica            | JG Racing                                   | Justin Gerlach               | 2                            |                              |
| KTM                          | 450 Rally Replica            | Cajdašrot Dakar Team                        | Dušan Drdaj                  | 1                            |                              |
| KTM                          | 450 Rally Replica            | Cajdašrot Dakar Team                        | Járomír Romančík             | 1                            |                              |
| KTM                          | 450 Rally Replica            | Autonet Motorcycle Team                     | Emanuel Gyenes               | 1                            |                              |
| KTM                          | 450 Rally Replica            | Esprit KTM                                  | Benjamin Melot               | 1                            |                              |
| KTM                          | 450 Rally Replica            | Orion - Moto Racing Group                   | Milan Engel                  | 1                            |                              |
| KTM                          | 450 Rally Replica            | Orion - Moto Racing Group                   | Martin Prokes                | 1                            |                              |
| KTM                          | 450 Rally Replica            | Stojrent Racing                             | Jan Brabec                   | 1                            |                              |
| KTM                          | 450 Rally Replica            | Autoservice Wiedemann/Wiedemann Motorsports | Mike Wiedemann               | 1                            |                              |
| KTM                          | 450 Rally Replica            | Nomade Racing                               | Julien Dalbec                | 1                            |                              |
| KTM                          | 450 Rally Replica            | Nomade Racing                               | Philippe Gendron             | 1                            |                              |
| KTM                          | 450 Rally Replica            | Nomade Racing                               | Dwain Barnard                | 1                            |                              |
| KTM                          | 450 Rally Replica            | 3                                           | Dwain Barnard                |                              |                              |
| KTM                          | 450 Rally Replica            | SP Moto Bohemia                             | David Pabiska                | 1                            |                              |
| KTM                          | 450 Rally Replica            | TLD Racing                                  | Jeremie Gerber               | 1                            |                              |
| KTM                          | 450 Rally Replica            | Motoclub Yashica                            | Andrea Winkler               | 1                            |                              |
| KTM                          | 450 Rally Replica            | Solurent Racing                             | Marshall Meplon              | 1                            |                              |
| KTM                          | 450 Rally Replica            | Joyride Race Service                        | Francisco Álvarez            | 1                            |                              |
| KTM                          | 450 Rally Replica            | Joyride Race Service                        | Thomas Kongshøj              | 1                            |                              |
| KTM                          | 450 Rally Replica            | Joyride Race Service                        | Mykolas Paulavičius          | 1                            |                              |
| KTM                          | 450 Rally Replica            | Joyride Race Service                        | Leonardo Cola                | 2                            |                              |
| KTM                          | 450 Rally Replica            | Joyride Race Service                        | Iñigo Zardoya                | 2                            |                              |
| KTM                          | 450 Rally Replica            | Joyride Race Service                        | Joan Vinals                  | 2                            |                              |
| KTM                          | 450 Rally Replica            | Xraids Experience                           | Guillaume Chollet            | 1                            |                              |
| KTM                          | 450 Rally Replica            | Xraids Experience                           | Robbie Wallace               | 1                            |                              |
| KTM                          | 450 Rally Replica            | Xraids Experience                           | Ashish Raorane               | 1                            |                              |
| KTM                          | 450 Rally Replica            | Xraids Experience                           | Ruy Barbosa                  | 2–3                          |                              |
| KTM                          | 450 Rally Replica            | Xraids Experience                           | Andro Korlaet                | 2                            |                              |
| KTM                          | 450 Rally Replica            | Xraids Experience                           | Sebastian Urquia             | 2–3                          |                              |
| KTM                          | 450 Rally Replica            | Xraids Experience                           | Abdul Wahid                  | 2                            |                              |
| KTM                          | 450 Rally Replica            | Xraids Experience                           | Eduardo Alan                 | 2                            |                              |
| KTM                          | 450 Rally Replica            | Xraids Experience                           | Juan Santiago Rostan         | 3                            |                              |
| KTM                          | 450 Rally Replica            | Xraids Experience                           | John Medina                  | 3                            |                              |
| KTM                          | 450 Rally Replica            | Xraids Experience                           | Dominique Cizeau             | 3                            |                              |
| KTM                          | 450 Rally Replica            | Flexit Go - AG Dakar School                 | Modestas Siliūnas            | 1                            |                              |
| KTM                          | 450 Rally Replica            | Team RS Concept                             | Clément Artaud               | 1                            |                              |
| KTM                          | 450 Rally Replica            | Team RS Concept                             | Benjamin Bourdariat          | 1                            |                              |
| KTM                          | 450 Rally Replica            | Med Racing Team                             | Alvaro Coppola               | 1                            |                              |
| KTM                          | 450 Rally Replica            | Med Racing Team                             | Carlos Malo                  | 1                            |                              |
| KTM                          | 450 Rally Replica            | Da Hai Dao Zero Mileage Lubricant           | Zhang Min                    | 1                            |                              |
| KTM                          | 450 Rally Replica            | Da Hai Dao Zero Mileage Lubricant           | Zhao Hongyi                  | 1                            |                              |
| KTM                          | 450 Rally Replica            | Club Aventura Touareg                       | Gad Nachmani                 | 1                            |                              |
| KTM                          | 450 Rally Replica            | Club Aventura Touareg                       | Ignacio Sanchis              | 1                            |                              |
| KTM                          | 450 Rally Replica            | Club Aventura Touareg                       | Gines Belzunces              | 1                            |                              |
| KTM                          | 450 Rally Replica            | Adec Competicio Total Team                  | Oscar Hernandez              | 1                            |                              |
| KTM                          | 450 Rally Replica            | Adec Competicio Total Team                  | Juanjo Martínez              | 1                            |                              |
| KTM                          | 450 Rally Replica            | Team DB Racing                              | Damien Bataller              | 1                            |                              |
| KTM                          | 450 Rally Replica            | Révolte Racing                              | Jean-Philippe Révolte        | 1                            |                              |
| KTM                          | 450 Rally Replica            | Nomadas Adventure                           | Murun Purevdorj              | 1                            |                              |
| KTM                          | 450 Rally Replica            | Nomadas Adventure                           | Dennis Mildenberger          | 1                            |                              |
| KTM                          | 450 Rally Replica            | Nomadas Adventure                           | Andrew Houlihan              | 1                            |                              |
| KTM                          | 450 Rally Replica            | Nomadas Adventure                           | David Brock                  | 2                            |                              |
| KTM                          | 450 Rally Replica            | Enduro Normandie                            | Jim Moisa                    | 1                            |                              |
| KTM                          | 450 Rally Replica            | Enduro Normandie                            | Thomas Georgin               | 1                            |                              |
| KTM                          | 450 Rally Replica            | Enduro Normandie                            | Alexandre Yon                | 1                            |                              |
| KTM                          | 450 Rally Replica            | Hleem                                       | Ahmed Aljaber                | 1                            |                              |
| KTM                          | 450 Rally Replica            | Hleem                                       | Abdulhalim Almogheera        | 1                            |                              |
| KTM                          | 450 Rally Replica            | KTM JP1 Motorcycles                         | Juan Puga                    | 1                            |                              |
| KTM                          | 450 Rally Replica            | Desert Storm Racing                         | Ehab Al Hakeem               | 1                            |                              |
| KTM                          | 450 Rally Replica            | Team Monforte Rally - Galicia               | Eduardo Iglesias             | 1                            |                              |
| KTM                          | 450 Rally Replica            | Cloud Racing                                | Mishal Alghuneim             | 1                            |                              |
| KTM                          | 450 Rally Replica            | Cloud Racing                                | Salman Farhan                | 1                            |                              |
| KTM                          | 450 Rally Replica            | Zeranta                                     | Iader Giraldi                | 1                            |                              |
| KTM                          | 450 Rally Replica            | Casas Cube – Ártabros Rally                 | Ivan Merichal                | 1                            |                              |
| KTM                          | 450 Rally Replica            | Team Casteu Trophy                          | Alexandre Vaudan             | 1                            |                              |
| KTM                          | 450 Rally Replica            | AG Dakar School - Dubai                     | Gediminas Šatkus             | 1                            |                              |
| KTM                          | 450 Rally Replica            | AG Dakar School - Dubai                     | Edvard Sokolovskij           | 2                            |                              |
| KTM                          | 450 Rally Replica            | Pedregà Team                                | Ferran Zaragoza              | 1                            |                              |
| KTM                          | 450 Rally Replica            | North Squad                                 | Philip Horlemann             | 2                            |                              |
| KTM                          | 450 Rally Replica            | RNS Electronics                             | Tony Schattat                | 2                            |                              |
| KTM                          | 450 Rally Replica            | Vendetta Racing                             | Thomas Childs                | 2                            |                              |
| KTM                          | 450 Rally Replica            | Desert Spirit                               | Hamdan Al-Ali                | 2                            |                              |
| KTM                          | 450 Rally Replica            | JBFE Systems                                | Mauritz Meiring              | 3                            |                              |
| KTM                          | 450 Rally Replica            | JBFE Systems                                | Martin Lourens               | 3                            |                              |
| Rieju                        | 450 Rally Replica            | Rieju - Pedrega Team                        | Marc Calmet                  | 1                            |                              |
| Rieju                        | 450 Rally Replica            | Rieju - Pedrega Team                        | Josep Pedro Subirats         | 1                            |                              |
| Sherco                       | 450 SEF Rally                | Sherco Rally Factory                        | Harith Noah                  | 1, 3                         |                              |
| Yamaha                       | WR450F                       |                                             | Florian Bancilhon            | 3                            |                              |
| Equipos y pilotos de Quads   |                              |                                             |                              |                              |                              |
| Constructor                  | Vehicle                      | Team                                        | Rider                        | Rounds                       |                              |
| Cfmoto                       | CForce 1000                  | CFMoto Thunder Racing                       | Gaetano Martinez             | 2–3                          |                              |
| Cfmoto                       | CForce 1000                  | CFMoto Thunder Racing                       | Antanas Kanopkinas           | 2–3                          |                              |
| Yamaha                       | 700 Raptor                   | SQGP Racing Team                            | Marcin Wilkolek              | 2                            |                              |
| Yamaha                       | 700 Raptor                   | Poland National Team                        | Marek Loj                    | 2–3                          |                              |
| Yamaha                       | 700 Raptor                   | Yahama Racing Team                          | Abdulaziz Ahli               | 2                            |                              |
| Yamaha                       | 700 Raptor                   |                                             | Carien Teessen               | 3                            |                              |
| Fuente:                      |                              |                                             |                              |                              |                              |

### Clasificación General

#### Pilotos del Torneo de RallyGP
| Pos. | Pilotos              | DAK  | ABU  | ZAF  | PRT | MOR | Puntos |
| ---- | -------------------- | ---- | ---- | ---- | --- | --- | ------ |
| 1    | Daniel Sanders       | 138  | 125  | 125  |     |     | 88     |
| 2    | Luciano Benavides    | 420  | 413  | 220  |     |     | 53     |
| 3    | Ricky Brabec         | 517  | 220  | 316  |     |     | 53     |
| 4    | Adrien Van Beveren   | 324  | 511  | 413  |     |     | 48     |
| 5    | Tosha Schareina      | 230  | 316  | Ret. |     |     | 46     |
| 6    | Skyler Howes         | 615  | 79   | 511  |     |     | 35     |
| 7    | José Ignacio Cornejo | 714  | 610  | 610  |     |     | 34     |
| 8    | Bradley Cox          | Ret. | -    | 79   |     |     | 9      |
| 9    | Ross Branch          | Ret. | Ret. | 8    |     |     | 8      |
| -    | Pablo Quintanilla    | Ret  | -    | -    |     |     | 0      |
| -    | Kevin Benavides      | Ret. | -    | -    |     |     | 0      |
| -    | Sebastien Bühler     | Ret. | -    | -    |     |     | 0      |

#### Campeonato de Constructores
| Pos. | Pilotos                     | DAK | ABU | ZAF | PRT | MOR | Puntos |
| ---- | --------------------------- | --- | --- | --- | --- | --- | ------ |
| 1    | Red Bull KTM Factory Racing | 58  | 38  | 45  |     |     | 141    |
| 2    | Monster Energy Honda HRC    | 54  | 36  | 29  |     |     | 119    |
| 3    | Hero Motosports Rally Team  | 14  | 10  | 18  |     |     | 42     |

#### Pilotos del Torneo de Rally2
| Pos. | Pilotos                 | DAK | ABU | ZAF | PRT | MOR | Puntos |
| ---- | ----------------------- | --- | --- | --- | --- | --- | ------ |
| 1    | Tobias Ebster           | 230 | 316 | 220 |     |     | 66     |
| 2    | Edgar Canet             | 138 | WD  | 125 |     |     | 63     |
| 3    | Michael Docherty        | 517 | 125 | 316 |     |     | 58     |
| 4    | Konrad Dąbrowski        | 714 | 220 | 511 |     |     | 45     |
| 5    | Ruy Barbosa Barcelo     | -   | 413 | 413 |     |     | 26     |
| 6    | Romain Dumontier        | 324 | -   | -   |     |     | 24     |
| 7    | Toni Mulec              | 420 | -   | -   |     |     | 20     |
| 8    | Neels Theric            | 615 | -   | -   |     |     | 15     |
| 9    | Dušan Drdaj             | 812 | -   | -   |     |     | 12     |
| 10   | Martim Ventura          | -   | 511 | -   |     |     | 11     |
| 11   | Toby Hedericks          | 911 | -   | -   |     |     | 11     |
| 12   | Andro Korlaet           | -   | 610 | -   |     |     | 10     |
| 12   | Florian Bancilhon       | -   | -   | 610 |     |     | 10     |
| 14   | Dwain Barnard           | 382 | -   | 8   |     |     | 10     |
| 15   | Khaliunbold Erdenebileg | -   | 79  | -   |     |     | 9      |
| 15   | Mauritz Meiring         | -   | -   | 79  |     |     | 9      |
| 17   | Juan Santiago Rostar    | 302 | -   | 97  |     |     | 9      |
| 18   | Emanuel Gyenes          | 109 | -   | -   |     |     | 9      |
| 19   | Hamdan Al-Ali           | -   | 8   | -   |     |     | 8      |
| 20   | Benjamin Melot          | 118 | -   | -   |     |     | 8      |

#### Pilotos del Torneo de veteranos
| Pos. | Pilotos             | DAK  | ABU  | ZAF | PRT | MOR | Puntos |
| ---- | ------------------- | ---- | ---- | --- | --- | --- | ------ |
| 1    | David Pabiska       | 138  | -    | -   |     |     | 38     |
| 2    | Bartłomiej Tabin    | 230  | -    | -   |     |     | 30     |
| 3    | Jatin Jain          | Ret. | Ret. | 125 |     |     | 25     |
| 4    | Philippe Gendron    | 324  | -    | -   |     |     | 24     |
| 5    | Alvaro Coppola      | 420  | -    | -   |     |     | 20     |
| 6    | Fabien Domas        | 517  | -    | -   |     |     | 17     |
| 7    | Zhang Min           | 615  | -    | -   |     |     | 15     |
| 8    | David Casteu        | 714  | -    | -   |     |     | 14     |
| 9    | Gad Nachmani        | 812  | -    | -   |     |     | 12     |
| 10   | Rafic Eid           | 911  | -    | -   |     |     | 11     |
| 11   | Oscar Hernandez     | 109  | -    | -   |     |     | 9      |
| 12   | Francisco Arredondo | 118  | -    | -   |     |     | 8      |
| 13   | Ignacio Sanchis     | 126  | -    | -   |     |     | 6      |

#### Pilotos del Torneo femenino
| Pos. | Pilotos      | DAK | ABU | ZAF | PRT | MOR | Puntos |
| ---- | ------------ | --- | --- | --- | --- | --- | ------ |
| 1    | Sandra Gómez | 138 | -   | -   |     |     | 38     |

#### Pilotos del torneo Rally2 Junior
| Pos. | Piloto           | DAK | ABU  | ZAF | PRT | MOR | Puntos |
| ---- | ---------------- | --- | ---- | --- | --- | --- | ------ |
| 1    | Konrad Dabrowski | 230 | 125  | 220 |     |     | 75     |
| 2    | Edgar Canet      | 138 | Ret. | 125 |     |     | 63     |
| 3    | Justin Gerlach   | 420 | 220  | -   |     |     | 40     |
| 4    | Fang Xiangliang  | 324 | -    | -   |     |     | 24     |
| -    | Alex McInnes     | -   | Ret. | -   |     |     | 0      |

#### Pilotos del Torneo de Quads
| Pos. | Rider              | ABU  | ZAF | PRT | Points |
| ---- | ------------------ | ---- | --- | --- | ------ |
| 1    | Antanas Kanopkinas | 125  | 220 |     | 45     |
| 1    | Gaëtan Martinez    | 220  | 125 |     | 45     |
| 3    | Marek Loj          | 316  | -   |     | 16     |
| 4    | Marcin Wilkolek    | 413  | -   |     | 13     |
| -    | Abdulaziz Ahli     | Ret. | -   |     | 0      |